# Games by Apollo
Games by Apollo (ofta förkortat Apollo) var en tredjepartsutvecklare till spelkonsolen Atari 2600, baserad i Richardson, Texas. Företaget grundades av Pat Roper 1981. Deras första datorspel var Skeet Shoot och de släppte totalt elva spel till 2600. Titlarna fick dock inget genomslag och när TV-spelskraschen i Nordamerika inträffade 1983 var de ett av de första mjukvaruföretagen som gick i konkurs.
Flera tidigare anställda gick vidare till att grunda andra spelutvecklingsstudior för Atari 2600.

## Utvecklade spel
- Final Approach
- Guardian
- Infiltrate
- Lost Luggage
- Pompeii (outgivet)
- Racquetball
- Shark Attack (även känt som Lochjaw)
- Skeet Shoot
- Space Cavern
- Spacechase
- Squoosh
- Wabbit